# Rosenfeld (Bade-Wurtemberg)
Pour les articles homonymes, voir Rosenfeld.
Rosenfeld est une ville de Bade-Wurtemberg (Allemagne), située dans l'arrondissement de Zollernalb, dans la région Neckar-Alb, dans le district de Tübingen.

## Géographie
Cette commune se situe entre Balingen et Oberndorf am Neckar, à environ 60 kilomètres au sud de Stuttgart, et à douze kilomètres de Balingen dans le Land du Bade-Wurtemberg. Elle se divise en sept quartiers : Bickelsberg, Brittheim, Heiligenzimmern, Isingen, Leidringen, Rosenfeld et Täbingen.

## Économie
Rosenfeld est une ville assez dynamique, avec différents petits commerces, comme des coiffeurs ou autres, et quelques entreprises un peu plus grosses.

## Jumelages
- Moissy-Cramayel (France) depuis 1970